# Jan V. Braniborský
Jan V. Braniborský (1302 – 24. března 1317 ) byl braniborský markrabě (1308–1317) a jediný syn Heřmana Dlouhého a Anny, dcery Albrechta Habsburského. Po otcově smrti († 1308) získal markraběcí titul. Zemřel v patnácti letech jako bezdětný a předposlední braniborský příslušník askánské dynastie.